# Муу-муу
Муу-муу (гав. muʻumuʻu) — одежда гавайского происхождения свободного покроя, свисающая с плеч.

## Описание и использование
Как и гавайские рубашки, муу-муу, идущие на экспорт, часто ярко окрашены и имеют цветочный орнамент традиционных полинезийских мотивов. Муу-муу для местных гавайских жителей имеют более сдержанные тона. В настоящее время муу-муу уже не столь широко носимы в будни и на работе, как гавайские рубашки, но продолжают оставаться предпочтительным вечерним нарядом для свадеб и фестивалей, таких как танцевальный конкурс хулы «Мерри Монарх». Их также часто носят женщины, работающие в гавайских гостиницах. Муу-муу также популярны в качестве одежды для беременных, потому что они не подчёркивают талию.

## Этимология и история
Слово muʻumuʻu в гавайском языке означает «укороченное», так как это платье изначально использовалось как сорочка под holokū, и, в отличие от него, шилось без кокетки, закрывающей грудь, и с короткими рукавами или вовсе без рукавов. Holokū было оригинальным названием для «миссионерского платья», введённого протестантскими миссионерами на Гавайях в 1820-х годах. Holokū отличали длинные рукава и длина платья, доходящая до пола, с закрытым воротником. В последующие годы holokū более приблизился к европейской и американской моде. После этого изменения получил большее распространение сокращённый вариант muʻumuʻu.

## В популярной культуре

### Кинематограф
- В американской комедии положений «Трое — это компания» персонаж Хелен Ропер носит исключительно муу-муу.
- В американском комиксе «Zippy the Pinhead» персонаж Зиппи обычно носит муу-муу в горошек, приводящую многих в замешательство.[4][5]
- В эпизоде сериала Симпсоны «King-Size Homer» растолстевший Гомер, чтобы получить инвалидность и работать на дому, носит муу-муу, так как его обычная одежда больше ему не подходит.
- В мультфильме «Лило и Стич» Лило часто показана одетой в красное муу-муу с белыми пальмовыми листьями.